# Робб, Дейви
Дэ́вид То́мсон Робб (англ. David Thomson Robb; 15 декабря 1947, Broughty Ferry, Ангус — 9 июля 2022) — шотландский футболист, играл на позиции нападающего.

## Биография

### Игровая карьера
Робб в 1965 году присоединился к «Абердину», за который дебютировал в Высшем дивизионе 4 февраля 1967 года в матче с «Эр Юнайтед», который «Абердин» выиграл со счётом 5:2.
В течение 11 сезонов Робб играл за «Абердин», в составе которого в 1970 году стал обладателем Кубка Шотландии, а в 1976 году выиграл Кубок шотландской лиги, забив победный гол в финальном матче против «Селтика», принеся победу в дополнительное время своей команде со счётом 2:1. Всего в составе «Донс» Робб суммарно сыграл 345 матчей и забил 98 голов и по этим показателям входит в 20-ку лучших игроков в истории «Абердина».
В 1977 году уехал в Северную Америку, где играл за «Тампу-Бэй Раудис», «Филадельфию Фьюри», «Ванкувер Уайткэпс» и «Талсу Рафнекс». Между периодом в Северной Америке он играл в Англии за «Норвич Сити». Закончил карьеру в клубе «Данфермлин Атлетик», за который сыграл только 3 игры.
За сборную Шотландии сыграл 5 матчей и не отметился забитыми мячами.

### Смерть
Скончался 9 июля 2024 года в возрасте 74 лет.

## Достижения
«Абердин»
- Обладатель Кубка Шотландии (1) : 1969/70
- Обладатель Кубка шотландской лиги (1) : 1976/77